# Trae Young
Pour les articles homonymes, voir Young.
Rayford Trae Young, né le 19 septembre 1998 à Lubbock dans le Texas, est un joueur américain de basket-ball évoluant au poste de meneur au sein des Hawks d'Atlanta. Il est sélectionné en 5e position de la draft 2018 de la NBA par les Mavericks de Dallas et est échangé directement aux Hawks d'Atlanta contre Luka Dončić.
Mesurant 1,84 m, il évolue naturellement au poste de meneur. Il est sélectionné a quatre reprises pour le NBA All-Star Game.

## Biographie

### Carrière universitaire
Trae Young va au lycée Norman North, situé dans sa ville de naissance.
Le 16 février 2017, il s'engage avec les Sooners de l'Oklahoma. Le 13 janvier 2018, il signe un record en carrière avec 43 points, 11 rebonds et 7 passes décisives lors d'une défaite contre les Horned Frogs de TCU. Il est souvent comparé pendant son cursus universitaire à Stephen Curry ou à Steve Nash. Peu après l'élimination des Sooners à la March Madness 2018, il se présente à la Draft 2018 de la NBA.
En sortant de l'université, Trae Young a eu l’une des saisons statistiques les plus prolifiques dans l’histoire récente de la NCAA, montrant une grande capacité de scoring et d'organisation de jeu.

### Carrière professionnelle

#### Hawks d'Atlanta (depuis 2018)

##### Saison 2018-2019
Le 21 juin 2018, il est drafté en 5e position par les Mavericks de Dallas puis échangé dans la foulée avec Luka Dončić et part aux Hawks d'Atlanta.
Il débute en NBA le 17 octobre 2018 contre les Knicks de New York marquant 14 points à 5 sur 14 au tir dans la défaite de son équipe 126 à 107.
Young participe au All-Star weekend 2019 se déroulant au Spectrum Center de Charlotte, enceinte des Hornets. Il figure dans la USA Team qui affronte la World Team durant le Rising Stars Challenge. La USA Team l'emporte 161-144. Durant ce All-Star week-end, il participe aussi au Skills Challenge : en quart de finale, il remporte son duel face à De'Aaron Fox, puis en demi-finale face à Luka Dončić mais est finalement battu en finale par Jayson Tatum.
Le 1er mars 2019, Young marque 49 points dans un match perdu en quadruple prolongation contre les Bulls de Chicago. Il établit ainsi un nouveau record personnel en points. Le 27 mars, face aux Pelicans de La Nouvelle-Orléans, il termine la rencontre avec 33 points, 12 passes décisives et une seule perte de balle, devenant ainsi le premier rookie de l'histoire de la NBA à réaliser quatre matchs à plus de 30 points, 10 passes décisives et 5 tirs à trois-points. Sa rivalité avec Luka Dončić est également mise en lumière dans le cadre de la lutte pour le titre de rookie de l'année. À l'issue de la saison 2018-2019, il est nommé dans la NBA All-Rookie First Team et termine deuxième meilleur rookie de l'année derrière Dončić.

##### Saison 2019-2020
En janvier 2020, il est sélectionné pour la première fois de sa carrière pour le NBA All-Star Game. 
Le 26 janvier, quelques heures seulement après le décès de Kobe Bryant, il lui rend hommage en portant le numéro 8 à l'occasion de la rencontre des Hawks face aux Wizards de Washington, l'un des deux numéros portés par Bryant. Gianna, la fille de Bryant également décédée dans l'accident, était une grande fan de Young. Young inscrit 45 points et fait 14 passes décisives lors de cette rencontre.
Il réalise son premier match à 50 points face au Heat de Miami, le 20 février.

##### Saison 2022-2023
Pour sa cinquième saison NBA, les Hawks décident de renforcer leur ligne arrière avec l'arrivée de Dejounte Murray des Spurs de San Antonio. Le transfert doit permettre d'améliorer la défense des Hawks et décharger offensivement Young.
Sa saison débute le 19 octobre contre les Rockets de Houston, match qu'il termine avec 23 points et 13 passes décisives ; son équipe remporte la rencontre 117 à 107 où son nouveau coéquipier a bien joué son rôle défensif en interceptant cinq ballons. Cinq matches plus tard, Young marque 42 points dans la défaite 115 à 123 contre les Bucks de Milwaukee. Le 25 novembre, il bat son record de la saison en marquant 44 points dans la défaite 128 à 122 contre les Rockets de Houston.
Le 2 décembre, lors d'un entraînement, il a un échange vif avec son entraîneur Nate McMillan au sujet de sa participation à l'entraînement et de celle à la rencontre à venir contre les Nuggets de Denver. Le 21 février 2023, McMillan est licencié par les Hawks d'Atlanta. Alors qu'il va connaître son troisième entraîneur, la réputation de coach killer (responsable du limogeage de ses entraîneurs) de Young s'amplifie. Le 27 février, Quin Snyder est recruté et essaie d'apporter une nouvelle dynamique au groupe.
Le 26 février 2023, Young marque 34 points, distribue huit passes décisives, réalise deux interceptions et rentre le tir de la victoire 129 à 127 contre les Nets de Brooklyn. Le 7 avril, Young marque 27 points et établit son record en carrière avec 20 passes décisives dans la défaite 136 à 131 après prolongation contre les 76ers de Philadelphie. À la fin de la saison, son équipe termine 7e de la conférence Est et accède aux playoffs NBA 2023.
Le 22 avril 2023, lors du troisième match du premier tour contre les Celtics de Boston, Young marque 32 points, prend six rebonds, distribue neuf passes, réalise une interception et deux contres dans la victoire 130 à 122. Avec Dejounte Murray, il fait partie de la première paire de coéquipiers des Hawks à avoir chacun terminé la rencontre avec au moins 25 points, cinq rebonds et cinq passes décisives dans un match de playoffs depuis Lenny Wilkens et Bill Bridges en 1966. Cependant, le jeudi 27 avril 2023, Young et les Hawks perdent la série en 6 matches, après une défaite de 128-120. 

## Style de jeu
Young est un excellent tireur, pouvant tirer de relativement loin derrière la ligne des trois points, forçant les défenseurs à défendre plus loin du panier, bien que Young ait attiré des critiques pour sa sélection de tirs et des irrégularités en début de carrière. 
Trae montre également une capacité de dribble efficace, avec de la rapidité et de la créativité. Il est capable de manœuvrer le ballon et de prendre de vitesse ses défenseurs dans le périmètre. La petite taille de Young peut parfois l’empêcher de marquer dans la raquette, mais il force ses adversaires à provoquer des fautes lors de ses pénétrations.
Il est particulièrement habile dans l'exécution du pick and roll, étant en mesure de créer des décalages pour ses coéquipiers, que ce soit avec une passe à son partenaire d'écran ou un partenaire ouvert à trois points. Trae gère particulièrement bien le pick and roll avec son coéquipier John Collins avec des finitions proches du panier.
La défense paraît être le point faible du joueur, en raison de sa petite taille qui permet aux plus grands joueurs de jouer au poste face à lui. Cela l'empêche de défendre des joueurs plus grands. 
Le jeu de Young a été principalement influencé par Steve Nash et Stephen Curry, il les cite d'ailleurs, comme ses joueurs préférés au niveau de leur style de jeu. Sa capacité de tir a été comparée aux années lycée de Curry aux Wildcats de Davidson et sa capacité d'organisation de jeu a été fortement influencée par Nash.

## Palmarès

### Distinctions personnelles
- 4 sélections au All-Star Game en 2020, 2022, 2024 et 2025.
- All-NBA Third Team en 2022.
- NBA All-Rookie First Team 2019.
- Sélectionné pour le Rising Stars Challenge en 2019 et 2020.
- McDonald's All-American Team.
- Jordan Brand Classic.

## Statistiques

### Universitaires
| Saison    | Équipe   | Matchs | Titul. | Min./m | % Tir | % 3pts | % LF | Rbds/m. | Pass/m. | Int/m. | Ctr/m. | Pts/m. |
| --------- | -------- | ------ | ------ | ------ | ----- | ------ | ---- | ------- | ------- | ------ | ------ | ------ |
| 2017-2018 | Oklahoma | 32     | 32     | 35,4   | 42,2  | 36,0   | 86,1 | 3,91    | 8,72    | 1,69   | 0,25   | 27,38  |
| Total     | Total    | 32     | 32     | 35,4   | 42,2  | 36,0   | 86,1 | 3,91    | 8,72    | 1,69   | 0,25   | 27,38  |

### Professionnelles

#### Saison régulière NBA
Légende :
| Leader de la ligue |

gras = ses meilleures performances
| Saison        | Équipe        | Matchs | Titul. | Min./m | % Tir | % 3pts | % LF | Rbds/m. | Pass/m. | Int/m. | Ctr/m. | Pts/m. |
| ------------- | ------------- | ------ | ------ | ------ | ----- | ------ | ---- | ------- | ------- | ------ | ------ | ------ |
| 2018-2019     | Atlanta       | 81     | 81     | 30,9   | 41,8  | 32,4   | 82,9 | 3,72    | 8,06    | 0,89   | 0,19   | 19,12  |
| 2019-2020     | Atlanta       | 60     | 60     | 35,3   | 43,7  | 36,1   | 86,0 | 4,25    | 9,33    | 1,08   | 0,13   | 29,63  |
| 2020-2021     | Atlanta       | 63     | 63     | 33,7   | 43,8  | 34,3   | 88,6 | 3,89    | 9,43    | 0,84   | 0,19   | 25,30  |
| 2021-2022     | Atlanta       | 76     | 76     | 34,9   | 46,0  | 38,2   | 90,4 | 3,74    | 9,70    | 0,95   | 0,09   | 28,36  |
| 2022-2023     | Atlanta       | 73     | 73     | 34,8   | 42,9  | 33,5   | 88,6 | 2,97    | 10,15   | 1,10   | 0,12   | 26,22  |
| 2023-2024     | Atlanta       | 54     | 54     | 36,0   | 43,0  | 37,3   | 85,5 | 2,80    | 10,80   | 1,30   | 0,20   | 25,70  |
| 2024-2025     | Atlanta       | 76     | 76     | 36,0   | 41,1  | 34,0   | 87,5 | 3,10    | 11,60   | 1,20   | 0,20   | 24,20  |
| Total         | Total         | 483    | 483    | 34,4   | 43,3  | 35,2   | 87,3 | 3,50    | 9,80    | 1,00   | 0,20   | 25,30  |
| All-Star Game | All-Star Game | 4      | 2      | 15,1   | 38,2  | 27,3   | -    | 2,50    | 8,50    | 0,50   | 0,00   | 8,00   |

Mise à jour le 18 avril 2025

#### Playoffs
| Saison   | Équipe   | Matchs | Titul. | Min./m | % Tir | % 3pts | % LF | Rbds/m. | Pass/m. | Int/m. | Ctr/m. | Pts/m. |
| -------- | -------- | ------ | ------ | ------ | ----- | ------ | ---- | ------- | ------- | ------ | ------ | ------ |
| 2021     | Atlanta  | 16     | 16     | 37,7   | 41,8  | 31,3   | 86,6 | 2,81    | 9,50    | 1,25   | 0,00   | 28,81  |
| 2022     | Atlanta  | 5      | 5      | 37,2   | 31,9  | 18,4   | 78,8 | 5,00    | 6,00    | 0,60   | 0,00   | 15,40  |
| 2023     | Atlanta  | 6      | 6      | 38,3   | 40,3  | 33,3   | 86,0 | 3,70    | 10,20   | 1,70   | 0,70   | 29,20  |
| Carrière | Carrière | 27     | 27     | 37,8   | 40,2  | 29,7   | 85,2 | 3,40    | 9,00    | 1,20   | 0,10   | 26,40  |

Mise à jour le 8 août 2024

## Records sur une rencontre en NBA
Les records personnels de Trae Young en NBA sont les suivants, :
| Type de statistique        | Saison régulière | Saison régulière            | Saison régulière | Playoffs | Playoffs                | Playoffs      |
| Type de statistique        | Record           | Adversaire                  | Date             | Record   | Adversaire              | Date          |
| -------------------------- | ---------------- | --------------------------- | ---------------- | -------- | ----------------------- | ------------- |
| Points                     | 56               | @ Trail Blazers de Portland | 3 janvier 2022   | 48       | @ Bucks de Milwaukee    | 23 juin 2021  |
| Paniers marqués            | 17               | 3 fois                      | 3 fois           | 17       | @ Bucks de Milwaukee    | 23 juin 2021  |
| Paniers tentés             | 33               | Bulls de Chicago            | 1er mars 2019    | 34       | @ Bucks de Milwaukee    | 23 juin 2021  |
| Paniers à 3 points réussis | 8                | 7 fois                      | 7 fois           | 6        | Bucks de Milwaukee      | 27 juin 2021  |
| Paniers à 3 points tentés  | 15               | 4 fois                      | 4 fois           | 14       | 2 fois                  | 2 fois        |
| Lancers francs réussis     | 21               | @ Hornets de Charlotte      | 12 mars 2025     | 17       | @ 76ers de Philadelphie | 16 juin 2021  |
| Lancers francs tentés      | 21               | 2 fois                      | 2 fois           | 19       | @ 76ers de Philadelphie | 16 juin 2021  |
| Rebonds offensifs          | 5                | Nets de Brooklyn            | 10 décembre 2021 | 2        | 5 fois                  | 5 fois        |
| Rebonds défensifs          | 10               | Raptors de Toronto          | 23 novembre 2019 | 6        | 2 fois                  | 2 fois        |
| Rebonds totaux             | 13               | Rockets de Houston          | 8 janvier 2020   | 8        | @ Heat de Miami         | 26 avril 2022 |
| Passes décisives           | 22               | @ Cavaliers de Cleveland    | 27 novembre 2024 | 18       | 76ers de Philadelphie   | 14 juin 2021  |
| Interceptions              | 5                | 2 fois                      | 2 fois           | 3        | 2 fois                  | 2 fois        |
| Contres                    | 2                | Raptors de Toronto          | 6 février 2021   | 2        | Celtics de Boston       | 21 avril 2023 |
| Balles perdues             | 10               | 2 fois                      | 2 fois           | 10       | @ Heat de Miami         | 19 avril 2022 |
| Minutes jouées             | 56               | Bulls de Chicago            | 1er mars 2019    | 43       | @ 76ers de Philadelphie | 20 juin 2021  |

- Double-double : 259 (dont 12 en playoffs)
- Triple-double : 3

Dernière mise à jour : 11 avril 2025

## Salaires
| Saison      | Équipe      | Salaire       |
| ----------- | ----------- | ------------- |
| 2018-2019   | Atlanta     | 5 356 440 $   |
| 2019-2020   | Atlanta     | 6 273 000 $   |
| 2020-2021   | Atlanta     | 6 571 800 $   |
| 2021-2022   | Atlanta     | 8 326 471 $   |
| 2022-2023   | Atlanta     | 37 096 500 $  |
| 2023-2024   | Atlanta     | 40 064 220 $  |
| Total Gains | Total Gains | 103 688 431 $ |
| 2024-2025   | Atlanta     | 43 031 940 $  |
| 2025-2026   | Atlanta     | 45 999 660 $  |
| 2026-2027   | Atlanta     | 48 967 380 $  |

## Pour approfondir